# Trolleybus van Moers
De trolleybus van Moers was een trolleybusnet in de Duitse deelstaat Noordrijn-Westfalen. Vertrekkend van de in het Nederrijngebied gelegen stad Moers, strekte het interlokaal trolleybusnet zich uit tot Rheinberg-Ossenberg in het noorden, Duisburg-Ruhrort in het oosten, Rheinhausen-Friemersheim in het zuiden en Vluyn, respectievelijk Kamp in het westen. Het was het grootste trolleybusbedrijf van Duitsland en bestond van 27 oktober 1950 tot 28 september 1968. De trolleybussen kwamen in de plaats van de op deze verbindingen rijdende trams en werden later op hun beurt vervangen door autobussen. Bij de trolleybus van Moers waren drie vervoerbedrijven betrokken, namelijk de Straßenbahn Moers - Homberg GmbH, de Kreis Moerser Verkehrs- und Versorgungsbetriebe (KMV) en de Duisburger Verkehrsgesellschaft (DVG). Het trollybusnetwerk had een lengte van 54,635 kilometer met aansluitend nog 1,35 kilometer in eigendom van Duisburg. Een bijzonderheid was de hoge spanning van 850 volt gelijkstroom tegenover de doorgaans gangbare spanning van 600 volt.

## Geschiedenis
De trajecten kwamen als volgt in dienst: 
| Opening           | Traject                                          | Bovenleiding | Lengte  | Vervoerbedrijf                   |
| ----------------- | ------------------------------------------------ | ------------ | ------- | -------------------------------- |
| 27 oktober 1950   | Rheinberg - Ossenberg                            | enkelsporig  | 4,3 km  | KMV                              |
| 02 december 1950  | Lintfort, Gardemann - Rheinberg                  | dubbelsporig | 5,0 km  | KMV                              |
| 22 december 1950  | Lintfort, Rathausplatz - Lintfort, Gardemann     | dubbelsporig | 1,7 km  | KMV                              |
| 11 augustus 1952  | Repelen, Linde - Moers, Neumarkt                 | dubbelsporig | 5,0 km  | KMV                              |
| 11 oktober 1952   | Lintfort, Post - Repelen                         | dubbelsporig | 4,4 km  | KMV                              |
| 11 oktober 1952   | Moers, Neumarkt - Moers, Bahnhof                 | dubbelsporig | 3,0 km  | KMV                              |
| 01 november 1952  | Kamp - Lintfort                                  | dubbelsporig | 1,9 km  | KMV                              |
| 17 mei 1953       | Moers, Bahnhof - Homberg                         | dubbelsporig | 6,2 km  | Straßenbahn Moers-Homberg        |
| 26 september 1954 | Homberg, Bismarckplatz - Bahnhof Rheinhausen Ost | dubbelsporig | ?       | Straßenbahn Moers-Homberg        |
| 11 december 1954  | Bahnhof Rheinhausen Ost - Friemersheim           | dubbelsporig | 9,84 km | Straßenbahn Moers-Homberg        |
| 18 december 1954  | Homberg - Ruhrort                                | dubbelsporig | 2,8 km  | Straßenbahn Moers-Homberg en DVG |
| 15 november 1955  | Homberg, Bismarckplatz - Homberg, Parkfriedhof   | dubbelsporig | 2,0 km  | Straßenbahn Moers-Homberg        |
| 06 november 1958  | Moers, Neumarkt - Vluyn                          | dubbelsporig | 8,5 km  | Straßenbahn Moers-Homberg        |
| 18 december 1960  | Homberg, Parkfriedhof - Moers, Alexanderstraße   | dubbelsporig | 3,3 km  | Straßenbahn Moers-Homberg        |

Het net telde drie lijnen. In 1962, toen het net zijn grootste omvang bereikte, waren de drie lijnen:
| Lijn | Traject             | Lengte    | Reistijd   | Gemiddelde snelheid | Gemiddelde halte-afstand |
| ---- | ------------------- | --------- | ---------- | ------------------- | ------------------------ |
| 2    | Rheinhausen - Vluyn | 26,6 km   | 72 minuten | 22,2 km/u           | 416 m                    |
| 4    | Ruhrort - Kamp      | 21,051 km | 56 minuten | 22,5 km/u           | 427 m                    |
| 5    | Ruhrort - Ossenberg | 29,51 km  | 74 minuten | 23,9 km/u           | 475 m                    |

Lijn 5 was hiermee de langste trolleybuslijn in Duitsland. Tijdens de spitsuren zorgde versterkingslijn 1 tussen Ruhrort en Moers voor een verhoogde frequentie.

## Voertuigen
Op het trolleybusnet van Moers werden in totaal 57 voertuigen ingezet:
| Nummers | Eigenaar                  | Fabrikant            | Elektrisch gedeelte | Type                                | Bouwjaar  |
| ------- | ------------------------- | -------------------- | ------------------- | ----------------------------------- | --------- |
| 101-103 | KMV                       | Henschel / Uerdingen | SSW                 | ÜHIIs                               | 1950-1951 |
| 104-106 | KMV                       | Henschel / Uerdingen | SSW                 | ÜHIIIs                              | 1952      |
| 107-108 | KMV                       | Krupp / Ludewig      | SSW                 | ?                                   | 1956      |
| 109-115 | KMV                       | Büssing / Uerdingen  | SSW                 | ÜBIVs                               | 1956-1958 |
| 116-117 | KMV                       | Henschel             | Kiepe               | HS 160 OSL                          | 1959      |
| 118-123 | KMV                       | Büssing / Emmelmann  | SSW                 | Präsident Verbund (geleed voertuig) | 1964      |
| 151-161 | Straßenbahn Moers-Homberg | Henschel / Uerdingen | SSW                 | ÜHIIIs                              | 1952-1954 |
| 162-165 | Straßenbahn Moers-Homberg | Büssing / Uerdingen  | SSW                 | ÜBIVs                               | 1955-1957 |
| 166-167 | Straßenbahn Moers-Homberg | Büssing / Uerdingen  | Kiepe               | ÜBIVs                               | 1961      |
| 168-172 | Straßenbahn Moers-Homberg | Büssing / Emmelmann  | SSW                 | Präsident Verbund (geleed voertuig) | 1964      |
| 1       | DVG                       | Henschel / Uerdingen | Kiepe               | ÜHIIIs                              | 1955      |
| 2       | DVG                       | Henschel / Uerdingen | SSW                 | ÜHIIIs                              | 1953      |